# Jurema (árvore)

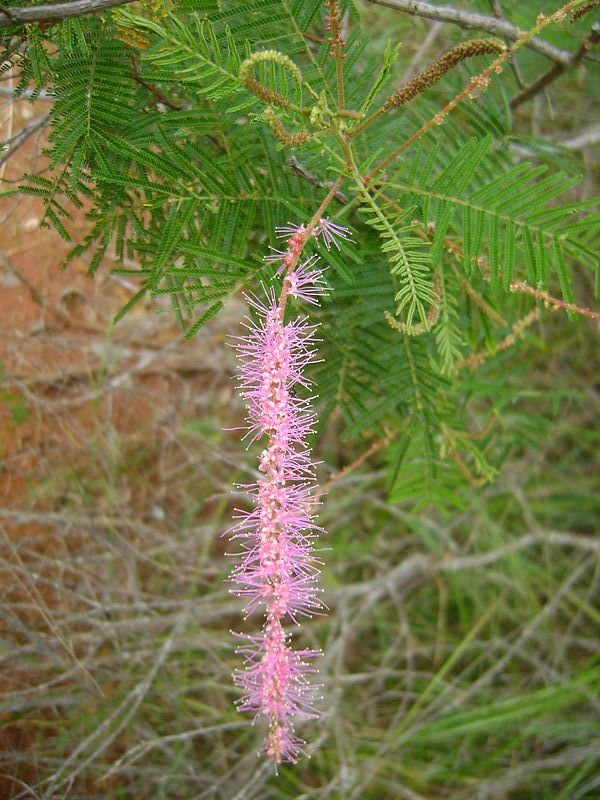
Jurema branca ou Jurema de Oieras? (Mimosa verrucosa)

A jurema é uma planta da família das leguminosas, comum no Nordeste brasileiro, algumas com efeitos psicoativos. A família das leguminosas possui importantes espécies cultivadas para alimentação, inclusive do nordestino (mangalô, andu, algaroba, além de feijões de diversas espécies incluindo a soja).  A subfamília Faboidea ou Fabaceae também exerce importante função ecológica por abrigar espécies de bactérias nitrificantes ou seja que fixam nitrogênio, essencial para a vida no solo.
O termo jurema designa várias espécies de Leguminosas dos gêneros Mimosa, Acacia e Pithecellobium. No gênero Mimosa, cita-se a Mimosa verrucosa Benth e a Mimosa tenuiflora Willd (ainda comumente chamada de Mimosa hostilis Benth, ou, outrora, Mimosa Nigra ou Acacia jurema Mart, ou Acacia hostilis Mart.). No gênero Acacia identifica-se a Acacia piauhyensis Benth. Além disso várias espécies do gênero Pithecellobium também são designadas por esse mesmo nome. A classificação popular distingue a jurema branca e jurema preta. Para Sangirardi Jr.(o.c.) a jurema preta é a M. hostilis ou M. nigra, a Jurema branca o Pithecellobium diversifolium Benth e a Mimosa verucosa corresponde a jurema-de-oeiras. Ainda segundo esse autor o termo jurema, jerema ou gerema vem do tupi yú-r-ema – espinheiro. Entre espécies conhecidas como jurema inclui-se ainda jurema-embira (Mimosa ophthalmocentra) e jurema-angico (Acacia cebil), entre outras. Lima refere-se a existência de juremas pretas aculeadas e inermes. Das espécies colhidas por ele em Arcoverde (PE), concluiu após análise de renomados botânicos, que ambas podem ser classificadas como Mimosa hostilis Benth ou Acacia hostilis Mart. Reise I e que são possuidoras do mesmo alcaloide. Souza et al. em estudos de revisão identificou dezenove espécies diferentes conhecidas como "Jurema" onde se constata a presença de alcalóides,  embora, segundo seu estudo  as espécies conhecidas sobretudo como como "jurema-branca" não contenham alcalóides triptaminicos.

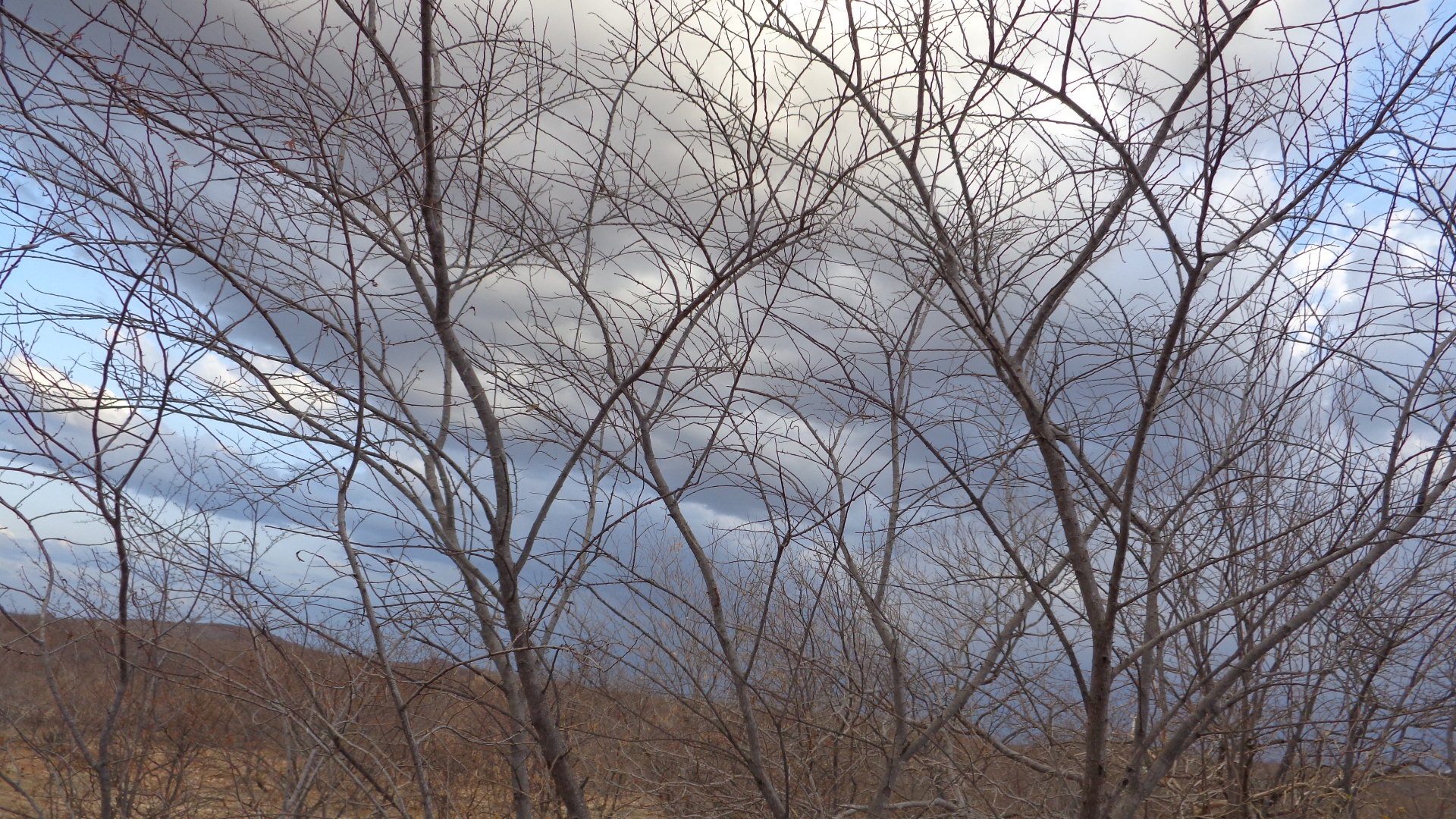
Jurema Seca na Caatinga

Além da Jurema a família das Leguminosas também abriga entre quatro e cinco espécies com compostos psicoativos em sua composição bioquímica, a saber: Erythrina crista-galli, o mulungu ou corticeira, conhecido sedativo; Mimosa pudica, com propriedades anti-reumáticas, sedativas e laxantes; Piptadenia peregrina, da qual se faz o rapé paricá com propriedades psicoativas utilizado por índios da Amazônia em rituais. (Sangirardi Jr.1983 (o.c.)) Algumas variedades de acácias australianas como a Acacia maidenii também possuem propriedades semelhantes à Jurema.

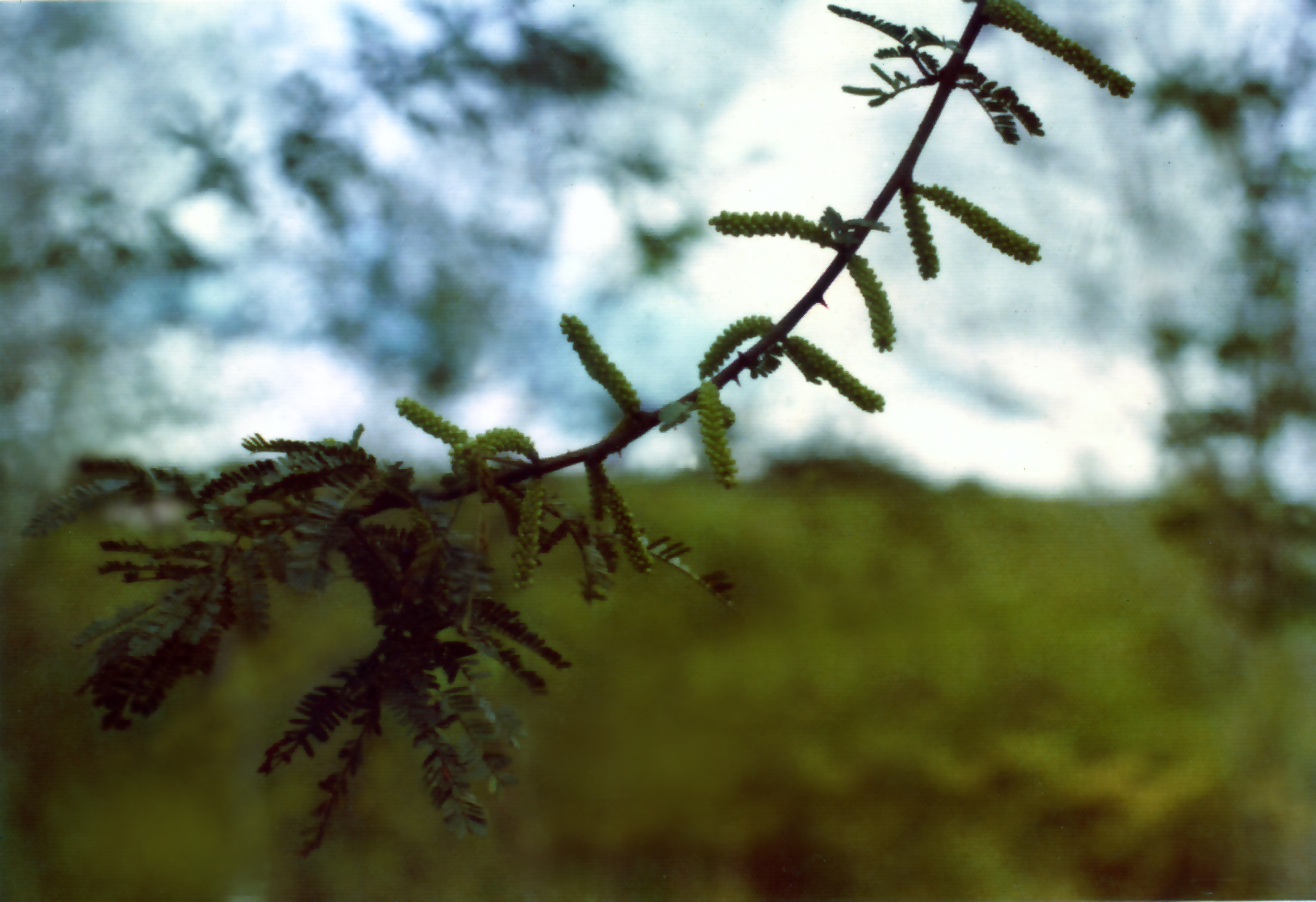
Jurema, Bahia (Mimosa hostilis)

## Composição fitoquímica
Já foi identificado nas cascas e raízes frescas da jurema (Mimosa hostilis): um alcaloide denominado por nigerina em 1949 (Lima, Gonçalves O, apud Sangirard Jr.,o.c.) identificado posteriormente como um alcaloide indólico a N,N-dimetiltriptamina – DMT uma potente substância alucinógena ou psicodisléptica responsável pelo seu efeito. As acacias são encontradas amplamente distribuídas pelo globo, por exemplo no México, Austrália, África e Oriente, sendo que muitas delas são psicoativas, assim como sagradas em várias culturas
Na utilização como substancia psicoativa extraída do grupo de vegetais que possuem DMT – o núcleo indol e derivados da triptamina, como a Jurema (Mimosa) e a Psychotria nas rubiáceas, é logicamente possível a combinação destes com plantas que contenham inibidores da sua degradação metabólica, tipo os derivados do harmano / harmina, tal como foi identificada na Ayahuasca da América do Sul combinando-se a Chacrona (Psychotria viridis) com o Mariri (Banisteria caapi). Identifica-se também a harmina no Maracujá (Passiflora) e na arruda síria (Peganum harmala), usados tradicionalmente de modo independente.
Há quem afirme que alguma variedade de maracujá já foi utilizada em combinação com a jurema e mais recentemente combinou-se em rituais do Xucuru-kiriri jurema (Mimosa hostilis) com Peganum harmala.
O Maracujá, Passiflora incarnata, P. alata P. edulis e outras variedades, há milênios é utilizado na América. Popularmente reconhecido com auxiliar para minimizar os efeitos provocados pelos processos de depressão, desequilíbrio do sistema nervoso, insônia, inquietação, fadiga, e espasmos musculares. Extratos do P. edulis e Incarnata já foram experimentos com efeitos positivos no prolongamento do efeito do sono com pentobarbital, ação analgésica e bloqueadora de estimulação por adrenalina.
No uso da jurema no nordeste do Brasil há referências de uso a diversas combinações (misturas) e modos de uso e preparação. Entrecascas e raízes da Jurema (Mimosa) extraídas com álcool, com água (por decocção ou maceração) com e sem fermentação.
Registra-se também na literatura a combinação com o Manacá (Brunfelsia uniflora Don)– Essa combinação parece ser a mais perigosa, tudo indica que foi utilizada na Manifestação Sebastianista (Pe) que resultou em psicose coletiva (Sangirardi Jr, o.c.). O elemento ativo do Manacá é de natureza psicoativa, anestésica, analgésica e possivelmente simpaticolítica – atropínico ou anticolinérgico.
Combinada com Peganum harmala (Syrian rue) – Xucuru xocó (Pe) tem efeito semelhante a combinação com maracujá, pois ambas as plantas, como vimos possuem substancias semelhantes. A combinação com maracujá silvestre ou maracujá do mato, foi sugerida como o “segredo perdido”  contudo a  família do maracujá (Passifloraceae) possui 16 gêneros, com cerca de 600 espécies espalhadas por todo o mundo. Nesse sentido o segredo da Jurema não é a sua atividade oral, mas a capacidade de ser absorvido, produzindo efeito no sistema nervoso central.
O vinho de jurema dos catimbó e umbandas também possuem receitas secretas algumas com álcool (vinho branco cachaça), mel, sangue de aves, Alecrim e Alho (Grünewald o.c.)
Entre as formas de consumo na medicina indígena está a utilização simultânea com fumo (Nicotiana tabacum), realizada por todas as tribos no Nordeste; com Cannabis sativa, (Swelinho Seda) possivelmente realizada por Fulniôs – PE; com Poncho de Maracujá (Atikun - Pe) (Ott, Jonathan, 1997/98 o.c.) e com Cachaça em algumas tribos no Nordeste (Sangirardi Jr o.c.).
Quanto a utilização simultânea como o fumo, deve-se considerar que os níveis das enzimas monoamina oxidase A (MAO-A) e MAO-B estão reduzidos nas plaquetas e no cérebro dos fumantes e que outras substâncias, além da nicotina, presentes na fumaça do tabaco têm atividades inibidoras da MAO.   

## Efeito
O vinho de Jurema, preparado à base de variedades de jurema, principalmente a jurema-preta Mimosa hostilis, a jurema-embira ou vermelha (Mimosa ophthalmocentra) e a Jurema-branca (Mimosa verrucosa), é usado pelos remanescentes índios e caboclos do Brasil.  Além de conhecido pelo interior do Brasil na farmacopéia popular como cicatrizante, tratamento de infecções é também utilizado nas cidades em rituais de Candomblé, combinado com diferentes ervas, com diversas formas de preparo (mantidas como segredo).
Os efeitos do vinho de jurema são muito bem descritos por José de Alencar no romance Iracema. Para entender seu efeito psicoativo não basta analisar a composição molecular e comparar com as denominadas drogas alucinógenas, é necessário situar-se no contexto de expectativas e formas de uso da substancia nos sistemas de crenças brasileiros. Deve-se considerar o processo de aculturação, assimilação resultante dos ´"aldeamentos" indígena da missões colonizadoras bem como o retorno à identidade étnica, períodos quando não se registrou o hábito de beber a jurema e momentos em que os torés foram resgatados ou criados entre os grupos indígenas do Nordeste. Nos referidos grupos tanto a bebida da jurema voltou a se fazer presente, como permanece apenas sendo citada em suas canções, invocações,  enquanto símbolo - alicerce de sua autoctonia.
Apesar de parecer óbvia a suposição de que se drogas psicotrópicas afetam o sistema nervoso central do homem de modo semelhante a estas deve ser associado um número finito de símbolos, a diversidade cultural e individualidade humana é sempre surpreendente. Assim tem procedido os especialistas em tal classe de psicotrópicos, promovendo o conhecimento do maior número possível de ritos e descrições individuais. Observe-se inclusive que por esse método de pesquisa já se denomina essas substancias como enteógenos opondo-se a classificação como alucinógeno ou psicotomimético com as descrições de estados oníricos, das psicoses em vez de êxtase religioso e possessão divina como o nome enteógeno refere.
A persistência do uso da jurema em rituais indígenas e religiões populares do Nordeste do Brasil (Catimbó), apesar de combatida pela colonização católica, com os rigores da inquisição e da polícia, por si só indica sua importância farmacêutica e simbólica para grupos que possuem uma forma específica de organização social entre a sociedade tribal e as comunidades religiosas. Contudo pode-se atribuir a essa perseguição a diversidade no modo de uso e mesmo as dificuldades da identificação da espécie.
Os índios do Nordeste apesar do processo de integração à sociedade nacional conservaram em algumas regiões organizações que sobrevivem como grupos religiosos e entidades civis tuteladas pelo estado identificadas em  etnias sobreviventes e  Missões indígenas. Pelo menos 5 etnias ainda utilizam a Jurema em seus rituais: Kiriris, Tuxás, Pankararé no Nordeste; Tupinambás de Olivença – Sul da Bahia; Atikun, Kariú Kariri no Maranhão, Fulniôs, Xucuru-kiriri em Pernambuco e Kariris em Alagoas e os Xocós de Sergipe.